# Gaetano Salvemini (Fußballspieler)
Gaetano Salvemini (* 15. Januar 1942 in Molfetta; † 6. September 2024 in Reggio Emilia) war ein italienischer Fußballspieler und späterer -trainer. Als Aktiver unter anderem beim AC Venedig und Ozo Mantova unter Vertrag, führte er in seiner Laufbahn als Trainer den FC Empoli zum ersten Mal in der Vereinsgeschichte in die Serie A. Weiterhin coachte er zum Beispiel den AS Bari und die US Palermo.

## Spielerkarriere
Gaetano Salvemini, geboren am 15. Januar 1942 im süditalienischen Molfetta, verbrachte die Jugend seiner Fußballerkarriere beim AC Mailand, wo er sich jedoch nicht bis in den Erwachsenenbereich vorarbeiten konnte. Der Mittelfeldspieler erhielt seinen ersten Profivertrag 1962 bei der US Alessandria, wo er in einem Jahr bis 1963 zu acht Ligaeinsätzen mit zwei Torerfolgen in der Serie B kam. Danach wurde er von AC Venedig unter Vertrag genommen wurde. In Venedig agierte Salvemini drei Jahre lang bis 1966 in der zweiten italienischen Fußballliga. In seiner letzten Saison verhalf er dem Verein zum Erreichen von Platz eins in der Serie B mit einem Vorsprung von einem Punkt vor dem AC Lecco, was den Aufstieg in die Serie A zur Folge hatte. Nach dem Aufstieg verließ Gaetano Salvemini den AC Venedig dann wieder und schloss sich dem Erstligisten Ozo Mantova an. Für Mantua lief Salvemini zwei Jahre lang auf und schloss seine erste Erstligaspielzeit, die Saison 1966/67 auf einem durchaus respektablen neunten Rang ab. Im Jahr darauf verschlechterten sich die Leistungen der Spieler von Trainer Giancarlo Cadè dann jedoch erheblich und man wurde mit gerade einmal siebzehn erreichten Punkten Letzter in der Serie A 1967/68. Ganze acht Zähler fehlten hierbei zum ersten Nichtabstiegsplatz, besetzt von Atalanta Bergamo.
Trotz Abstieg mit Ozo Mantova erhielt Gaetano Salvemini im Sommer 1968 ein Angebot des damals wohl besten italienischen Vereins, von Inter Mailand. In der Mannschaft von Alfredo Foni, der in jenem Jahr den argentinischen Erfolgscoach Helenio Herrera ersetzt hatte, kam Salvemini allerdings zu keinem einzigen Einsatz im Ligabetrieb und wechselte nach Ende der Serie A 1968/69 auch gleich wieder den Verein. Neuer Arbeitgeber wurde Como Calcio in der Serie B, wo er in einem Jahr zu 21 Ligaspielen mit fünf Treffern kam. 1970 kehrte Gaetano Salvemini Como wieder den Rücken zu und ging zum FC Empoli, damals noch als echter Nobody im italienischen Fußball anzusehen. Empoli befand sich damals in den Weiten der Serie C und spielte auch während des gesamten achtjährigen Engagements Salveminis bei dem Verein in dieser Liga. Erst in Salveminis letzter Spielzeit in Empoli gelang ein Aufstieg, wenn auch kein richtiger. Man qualifizierte sich mit Platz zehn in der Girone B der Serie C für die neu geschaffene Serie C1 und legte damit den Grundstein für die positive Entwicklung des Klubs, die diesen dann in den Achtzigerjahren bis in die Serie A führte. Trainer beim ersten Aufstieg des FC Empoli in die Serie sollte 1986 Gaetano Salvemini sein, acht Jahre nach seinem Karriereende im Alter von 36 Jahren.

## Trainerkarriere
Direkt nach dem Ende seiner aktiven Laufbahn übernahm Gaetano Salvemini von Giampiero Vitali den Trainerposten bei seinem alten Verein FC Empoli. Bereits in seiner ersten Amtszeit bei dem Klub aus der Toskana zeigte sich der Trainerneuling ausgesprochen erfolgreich. Ihm gelang es, den damals doch noch relativ kleinen Verein in der Serie C1 zu etablieren und erzielte in der Serie C1 1980/81 sogar einen hervorragenden fünften Platz. Danach trat Salvemini in Empoli zurück und coachte in den folgenden vier Jahren je eine Spielzeit lang die Mannschaften von AS Reggina, SPAL Ferrara, der US Casertana sowie von Ternana Calcio. In dieser Zeit schaffte der FC Empoli seinerseits auch den erstmaligen Sprung in die zweithöchste italienische Fußballliga, die Serie B. Dort übernahm er den Klub im Sommer 1985 wieder von Vincenzo Guerini und schaffte es, diese Entwicklung zu ihrem Höhepunkt zu führen. Als Dritter der Serie B 1985/86 hinter Ascoli Calcio und Brescia Calcio gelang dem FC Empoli zum ersten Mal in der Vereinsgeschichte der Aufstieg in die Serie A. Dort gelang es dem Team von Salvemini um Johnny Ekström, Walter Mazzarri oder Eusebio Di Francesco dann sogar, den Klassenerhalt zu schaffen. Als absoluter Erstligadebütant wurde Empoli nach dem Ende aller Spieltag Dreizehnter in der Serie A 1986/87 und hatte dabei einen Vorsprung von einem Punkt vor dem ersten Absteiger Brescia Calcio. Im Jahr darauf gelang dann allerdings nicht noch einmal das gleiche Kunststück, diesmal wurde man mit nur zwanzig eigenen Punkten deutlich Letzter in der ersten italienischen Liga.
Nach dem Abstieg trat Gaetano Salvemini beim FC Empoli zurück und wurde neuer Coach beim Zweitligisten AS Bari. Hier gelang erneut der Aufstieg in die Serie A, die Serie B 1988/89 beendete man auf Platz zwei, einzig hinter dem CFC Genua. Und angekommen in der ersten Liga konnte Salvemini seinen Verein gleich auf Anhieb mit Platz zehn im sicheren Mittelfeld positionieren. Im gleichen Sommer gewann Salvemini mit dem AS Bari mit dem Mitropapokal zudem den – wenn auch ziemlich unbedeutenden – ersten internationalen Titel in der Vereinsgeschichte. Gaetano Salvemini blieb bis Sommer 1992 Trainer der AS Bari, musste in seinem letzten Jahr allerdings den Gang zurück in die Serie B antreten. Dabei wurde Salvemini im Verlaufe der Serie A 1991/92 in Bari entlassen und durch den ehemaligen polnischen Weltklassespieler Zbigniew Boniek abgelöst, der den Abstieg allerdings auch nicht mehr verhindern konnte.
Nach seinem Abschied vom AS Bari begann für Gaetano Salvemini eine Zeit der abnehmenden Erfolge. Bis 2001 coachte er sechs weitere Vereine, darunter in zwei Amtszeiten den CFC Genua sowie den AC Cesena oder die US Palermo. Einziger Erfolg in diesen Jahren war der Gewinn des Englisch-italienischen Pokals mit dem CFC Genua. Im Endspiel wurde der englische Verein Port Vale mit 5:2 bezwungen. Langfristig war aber auch Salveminis Engagement in Genua nicht von Erfolg gekrönt. Seine letzte Station überhaupt erlebte er von 2000 bis 2001 bei Calcio Monza.

## Erfolge

### Als Spieler
- Serie B: 1×

1965/66 mit dem AC Venedig

### Als Trainer
- Mitropapokal: 1×

1990 mit dem AS Bari
- Englisch-italienischer Pokal: 1×

1995/96 mit dem CFC Genua
- Aufstieg in die Serie A: 2×

1985/86 mit dem FC Empoli
1988/89 mit dem AS Bari